# Обиршія (Олт)
Обиршія (рум. Obârșia) — село у повіті Олт в Румунії. Входить до складу комуни Обиршія.
Село розташоване на відстані 153 км на південний захід від Бухареста, 60 км на південь від Слатіни, 63 км на південний схід від Крайови.

## Населення
За даними перепису населення 2002 року у селі проживали 868 осіб. Усі жителі села рідною мовою назвали румунську.
Національний склад населення села:
| Національність | Кількість осіб | Відсоток |
| -------------- | -------------- | -------- |
| румуни         | 764            | 88,0%    |
| цигани         | 104            | 12,0%    |